# سي بي سي دراما
سي بي سي دراما (بالإنجليزية: CBC Drama)‏ هي قناة تابعة لشبكة قنوات سي بي سي متخصصة في عرض الأعمال الدرامية، بدأت القناة بثها مع بداية رمضان 2011 لتكون ثاني قناة في شبكة تليفزيون سي بي سي. تعرض القناة المسلسلات القديمة والتاريخية والجديدة لإرضاء كافة أذواق الشارع المصري والمشاهد المتابع لها وتميزت في الوسط الإعلامي المصري بأخذها المتجدد لعروض المسلسلات الحصرية سواء خارج رمضان أو داخل السباق الرمضاني.